# Hotaka Nakamura
Hotaka Nakamura (中村 帆高?, Nakamura Hotaka; Yokosuka, 12 agosto 1997) è un calciatore giapponese, difensore del Machida Zelvia.

## Statistiche

### Presenze e reti nei club
Statistiche aggiornate all'8 dicembre 2024.
| Stagione        | Squadra          | Campionato      | Campionato | Campionato | Coppe nazionali | Coppe nazionali | Coppe nazionali | Coppe continentali | Coppe continentali | Coppe continentali | Altre coppe | Altre coppe | Altre coppe | Totale | Totale |
| Stagione        | Squadra          | Comp            | Pres       | Reti       | Comp            | Pres            | Reti            | Comp               | Pres               | Reti               | Comp        | Pres        | Reti        | Pres   | Reti   |
| --------------- | ---------------- | --------------- | ---------- | ---------- | --------------- | --------------- | --------------- | ------------------ | ------------------ | ------------------ | ----------- | ----------- | ----------- | ------ | ------ |
| 2019            | Università Meiji | -               | -          | -          | CG              | 1               | 0               | -                  | -                  | -                  | -           | -           | -           | 1      | 0      |
| 2020            | FC Tokyo         | J1              | 28         | 1          | CdL             | 3               | 0               | ACL                | 6                  | 0                  | -           | -           | -           | 37     | 1      |
| 2021            | FC Tokyo         | J1              | 8          | 0          | CG+CdL          | 0+1             | 0               | -                  | -                  | -                  | -           | -           | -           | 9      | 0      |
| 2022            | FC Tokyo         | J1              | 22         | 0          | CG+CdL          | 1+6             | 0               | -                  | -                  | -                  | -           | -           | -           | 29     | 0      |
| 2023            | FC Tokyo         | J1              | 7          | 1          | CG+CdL          | 0+1             | 0               | -                  | -                  | -                  | -           | -           | -           | 8      | 1      |
| 2024            | FC Tokyo         | J1              | 19         | 0          | CG+CdL          | 2+2             | 0               | -                  | -                  | -                  | -           | -           | -           | 23     | 0      |
| Totale FC Tokyo | Totale FC Tokyo  | Totale FC Tokyo | 84         | 2          |                 | 16              | 0               |                    | 6                  | 0                  |             | -           | -           | 106    | 2      |
| 2025            | Machida Zelvia   | J1              | 0          | 0          | CG+CdL          | 0               | 0               | ACL                | 0                  | 0                  | -           | -           | -           | 0      | 0      |
| Totale carriera | Totale carriera  | Totale carriera | 84         | 2          |                 | 17              | 0               |                    | 6                  | 0                  |             | -           | -           | 107    | 2      |

## Palmarès

### Club

#### Competizioni nazionali
- Coppa J. League: 1

FC Tokyo: 2020

### Nazionale
- Universiade: 1

2019